# Динча
Динча - Вратио сам се је деби студијски албум српског фолк певача Милана Динчића Динче издат 2009. године за Гранд продакшн. Издат је у тиражу од 200 хиљада примерака.Музику су радили Саша Поповић, Милутин Поповић Захар, Добривој Канурски, Ромарио, Зоран Марјановић, Драгиша Баша, Гојко Девић и Бојан Васић. Текстове су писали Милош Рогановић, Миладин Богосављевић, Саша Милошевић и Марина Туцаковић. Пратеће вокале су певали Пеђа Близанац, Леонтина Вукомановић и Ана Бекута. Продуцент албума је Жика Јакшић.

## Списак песама
1. Вратио сам се
2. Емотивни инвалиди
3. Одлазим
4. Заљубио
5. Лоше си спавала
6. Дигни ме пао сам
7. Срећна будала
8. Бубо
9. Незнанка